# Krumme Lanke (tunnelbanestation)
Krumme Lanke ändstation för linje  U3 i Berlins tunnelbana. Tunnelbanestationen ritades av den svenske arkitekten Alfred Grenander. Stationen har sitt namn efter Krumme Lanke som är en populär badsjö. Stationen öppnades 1929.
Tunnelbanesträckan kom att förlängas under 1920-talet ut mot Krumme Lanke från Thielplatz. Denna nya sträckning invigdes 22 december 1929. Den nya sträckningen gick genom det nya bostadsområdet kring Onkel Toms Hütte. Byggnaden revs till stora delar 1986 men kom att återuppbyggas efter originalritningarna och återöppnades 1989. 
En ytterligare förlängning mot pendeltågsstationen Mexikoplatz för att därmed anknyta U3 till S-Bahns Wannseebahn har diskuterats men inga konkreta planer finns.

## Galleri

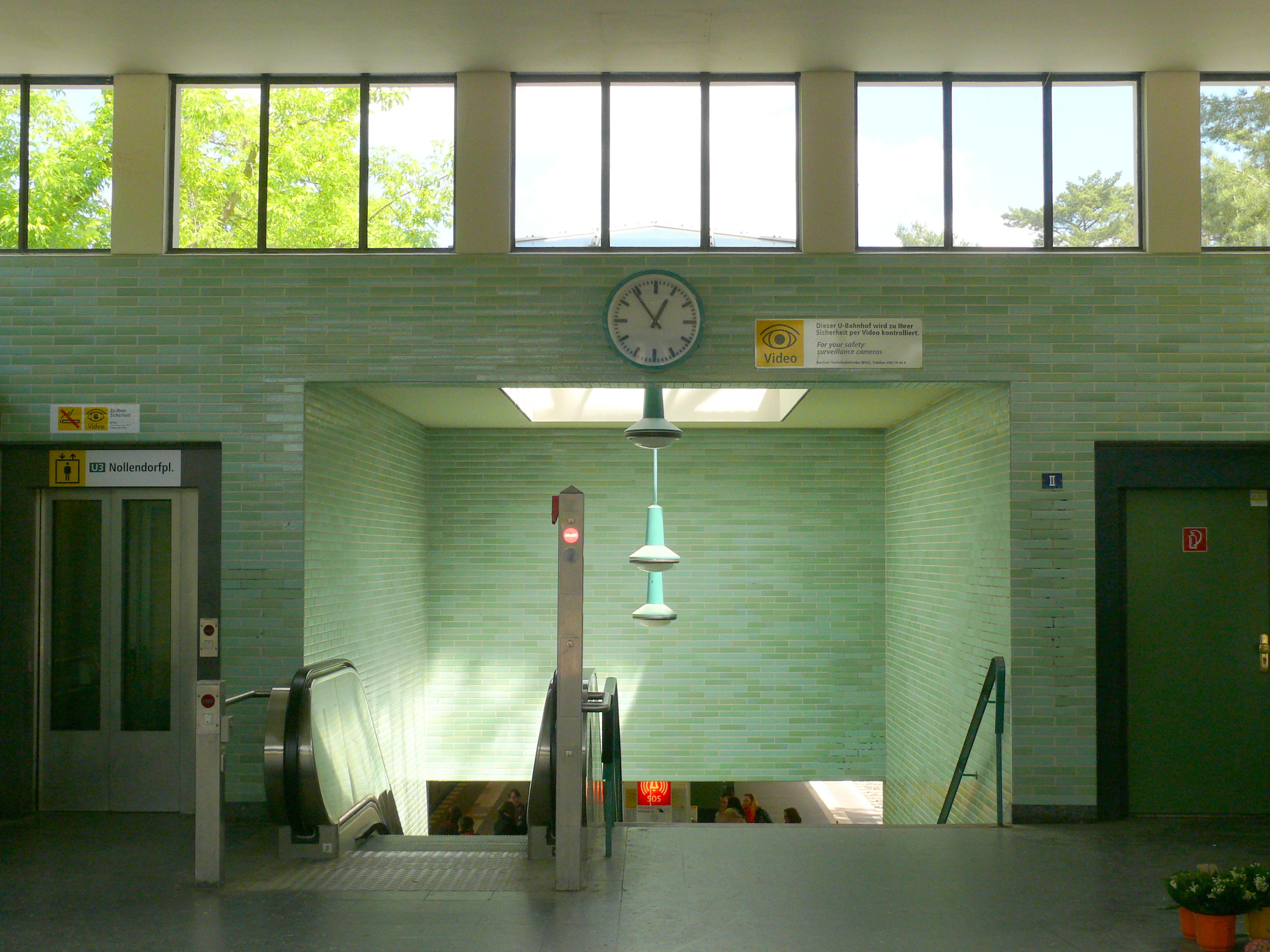
Entréhallen
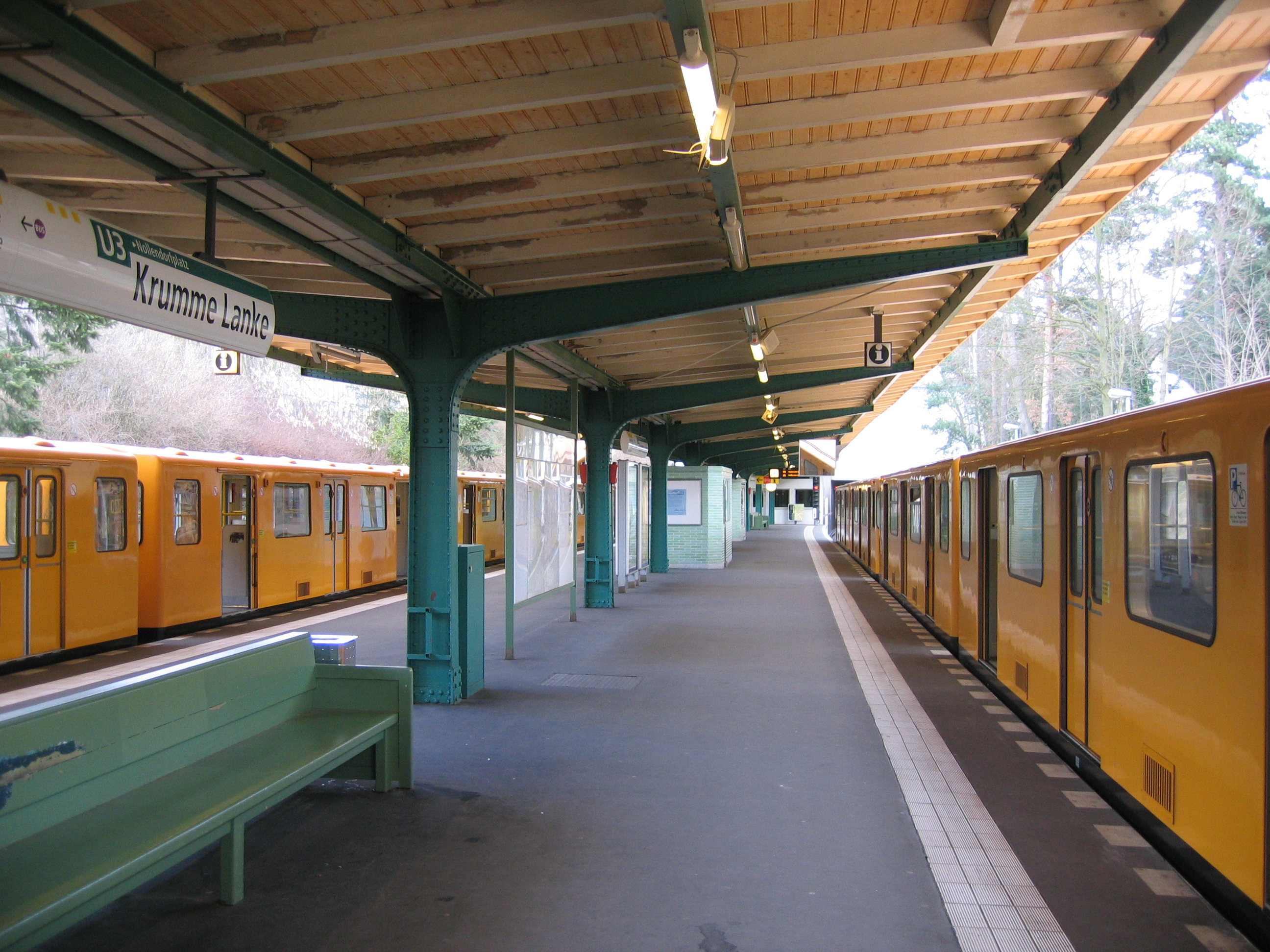
Perrong
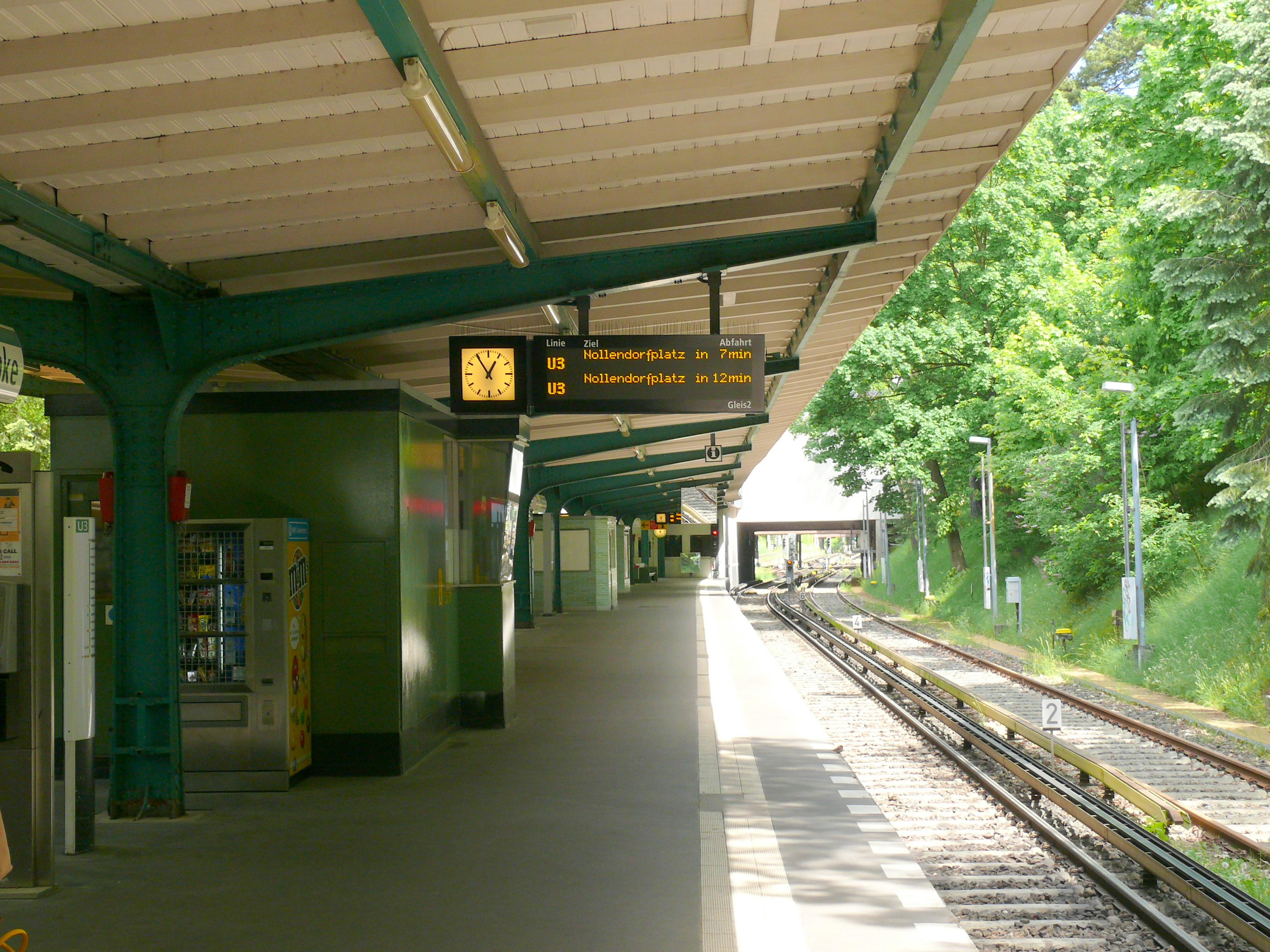
Perrong
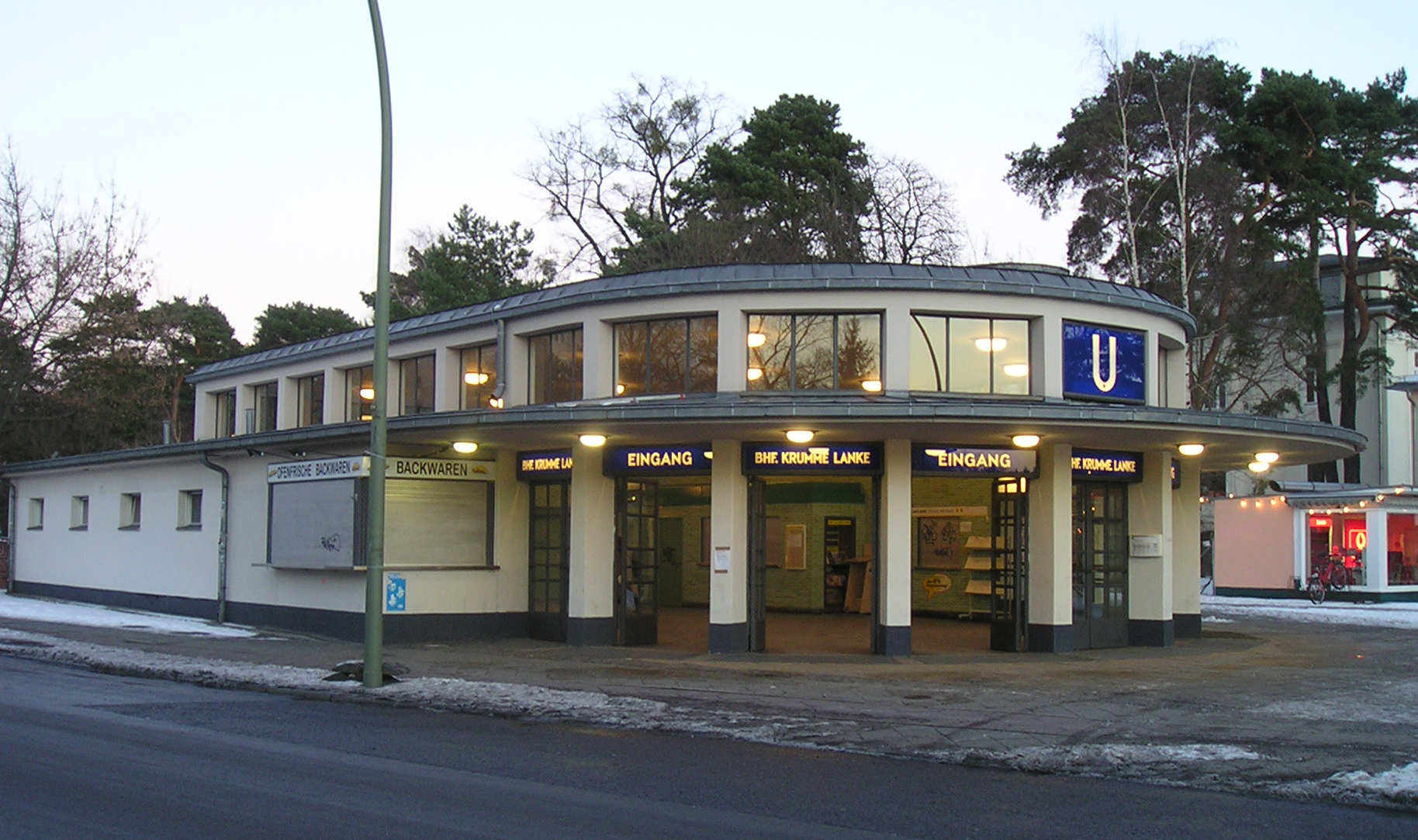
Tunnelbanestationen Krumme Lanke